# Some Sunday Morning
"Some Sunday Morning" é o título de duas músicas dos EUA.
A canção mais antiga foi composta em 1917 por Richard A. Whiting e letra de Gus Kahn e Raymond B. Egan. Foi lançado pela primeira vez como uma versão orquestral em 1917. As versões mais famosas são as de Ada Jones e Billy Murray (1918).
Em 1945, foi lançada uma música de mesmo nome com tema semelhante, desta vez composta por Ray Heindorf e Maurice K. Jerome e letra de Ted Koehler. Esta canção foi cantada em 1945 por Helen Forrest com Dick Haymes e por Alexis Smith (no western A Man of Action, também de 1945). Em sua versão final, a canção foi indicada ao Oscar na categoria Melhor Canção em 1945.

## Legado
A música de Jerome-Heindorf-Koehler foi cantada por Sylvester the Cat no desenho animado Back Alley Oproar de Merrie Melodies de 1948, por Clint Walker e Joan Weldon no episódio de Cheyenne de 1957 "The Conspirators", e por Peggy King no episódio de Maverick de 1959 "The Strange Journey of Jenny Hill".